# Дюбель-гвоздь
Дюбель-гвоздь — используется для крепления предметов к плотным полнотелым материалам, например кирпичу, бетону, камню.
Различают два вида дюбель-гвоздей по способу установки: для забивания в дюбель и для забивания непосредственно в основание с помощью строительно-монтажного пистолета.

## Устройство
Это комплект, состоящий из дюбель-гвоздя и дюбеля. Дюбель имеет ограничительную манжету, чтобы при забивании дюбель-гвоздя он не проваливался в просверленное отверстие. Манжета может иметь разные формы: потайную, округлую или цилиндрическую. Для установки дюбель-гвоздя в дюбель используется молоток. Из преимуществ следует отметить высокую скорость монтажа, дешевизна. Из недостатков: не всегда есть возможность аккуратного демонтажа.
Применяется для сквозного быстрого монтажа, когда часть дюбеля проходит через закрепляемую конструкцию. Особенно хорош для быстрого монтажа гипсокартонных систем, кабель-каналов, плинтусов и т.д. Не следует применять для ответственных креплений, особенно в пустотелом кирпиче и ячеистых бетонах, ввиду отсутствия на теле дюбеля развитой распорной части.

### Разновидности

#### Дюбель-гвоздь с резьбой
Дюбель-гвоздь со специальной резьбой, для демонтажа которого используется отвёртка. Вершина резьбы направлена в сторону головки, резьба «сглажена» в одном направлении для облегчения захода дюбель-гвоздя в дюбель и внешне похожа на упорную резьбу. Головка такого дюбель-гвоздя имеет шлиц Позидрив.

#### Дюбель-гвоздь без резьбы
Дюбель-гвоздь в виде обычного гвоздя.

### Материал изготовления
В большинстве случаев дюбель изготавливается из пластмассы — полипропилена, полиэтилена или нейлона (полиамида). Встречаются и металлические дюбели. Сам дюбель-гвоздь изготавливается из металлических сплавов и, как правило, имеет покрытие — в основном цинковое.

### Размеры
Наружный диаметр и длина дюбеля (мм): 5×30, 5×40, 5×50, 6×35, 6×40, 6×50, 6×60, 6×70, 6×80, 8×50, 8×60, 8×80, 8×100, 8×120, 8×140, 8×160, 10×80, 10×100, 10×120, 10×140, 10×160.

## Дюбель-гвоздь для строительно-монтажного пистолета
Нормативный документ России ТУ 14-4-1731-92 на данный вид изделия.
Монтаж осуществляется с помощью строительно-монтажного пистолета, который пристреливает этим дюбель-гвоздём конструкцию к основанию.
Хотя для установки этого дюбель-гвоздя и не используется дюбель, его название, вероятно, объясняется тем, что для удерживания такого дюбель-гвоздя в твёрдом материале дюбель не нужен — он как бы заменяет собой дюбель.

### Разновидности
- дюбель-гвоздь

#### Дюбель-гвоздь с шайбой
Представляет собой дюбель-гвоздь с насаженной около острого кончика центрирующей шайбой, которая после выстрела смещается к головке дюбель-гвоздя.
Используется для монтажа металлических изделий к таким основаниям как кирпич, бетон, природный камень, низкоуглеродистая сталь и другим.

### Материал изготовления
Изготавливается из стали марки 70 класса В, ВК, КК, ВД, ВД с цинковым покрытием.

### Размеры
Диаметр стержня и длина (мм): 3,7×30, 3,7×35, 3,7×40, 3,7×45, 3,7×50, 4,5×30, 4,5×35, 4,5×40, 4,5×50, 4,5×60, 4,5×70, 4,5×80.
Редко встречаются большего диаметра — 6×50, 6×80.